# Paraná (stad)
Paraná (guaraní: Parana) är huvudstad i den argentinska provinsen Entre Ríos i nordöstra Argentina.  Antalet invånare är 262 295. Paraná ligger 60 meter över havet vid den östra stranden av Paranáfloden som utgör gräns mellan provinsen Santa Fe och Entre Ríos. Staden är förbunden med Santa Fes huvudstad Santa Fe på den motsatta stranden genom en tunnel. Staden var Argentinas huvudstad 1853–1862.

## Historia
Paraná grundades 1730 men saknade betydelse innan staden 1853 gjordes till Argentinas huvudstad, något som staden var fram till 1862 då Buenos Aires återfick rollen som huvudstad. Bakgrunden till bytet av huvudstad var stridigheter kring den nya federala författning som 1853 antogs efter amerikansk förebild, Buenos Aires vägrade att acceptera författningen och bröt sig ur federationen. Utbrytningen ledde till en väpnad konflikt som slutade med att Buenos Aires besegrade federationen och därmed kom att återförenas med resten av Argentina och att Buenos Aires fick status som huvudstad och federalt distrikt. Lösningen av konflikten i början av 1860-talet utgjorde slutpunkten på Argentinas konsolidering som stat och president Bartolomé Mitres styre 1862–1868 innebar inledningen till den tillväxt som under ett halvt sekel förvandlade Argentina till en av världens rikaste nationer.
Under tiden som huvudstad genomgick Paraná en snabb tillväxt som kom att stanna upp efter 1862. Staden blev provinshuvudstad 1882. Bland den bevarade historiska bebyggelsen finns den argentinska senatens byggnad som användes under åren då Paraná var huvudstad och Cathedral of Paraná som färdigställdes 1883.

## Bebyggelse och landskap
Paraná har en blandad bebyggelse. I centrumet finns bevarade kolonialkyrkor och momumentala byggnader i europeisk stil från 1800-talet tillsammans med moderna höghus.

## Paraná idag
Paraná är idag provinshuvudstad och en viktig flodhamn och omskeppningshamn för produkter från den omgivande regionen. Bland annat spannmål, kött, fisk och timmer skeppas ut från staden. Staden har också en industrisektor som innefattar bland annat cement, möbler och keramik.

## Bilder

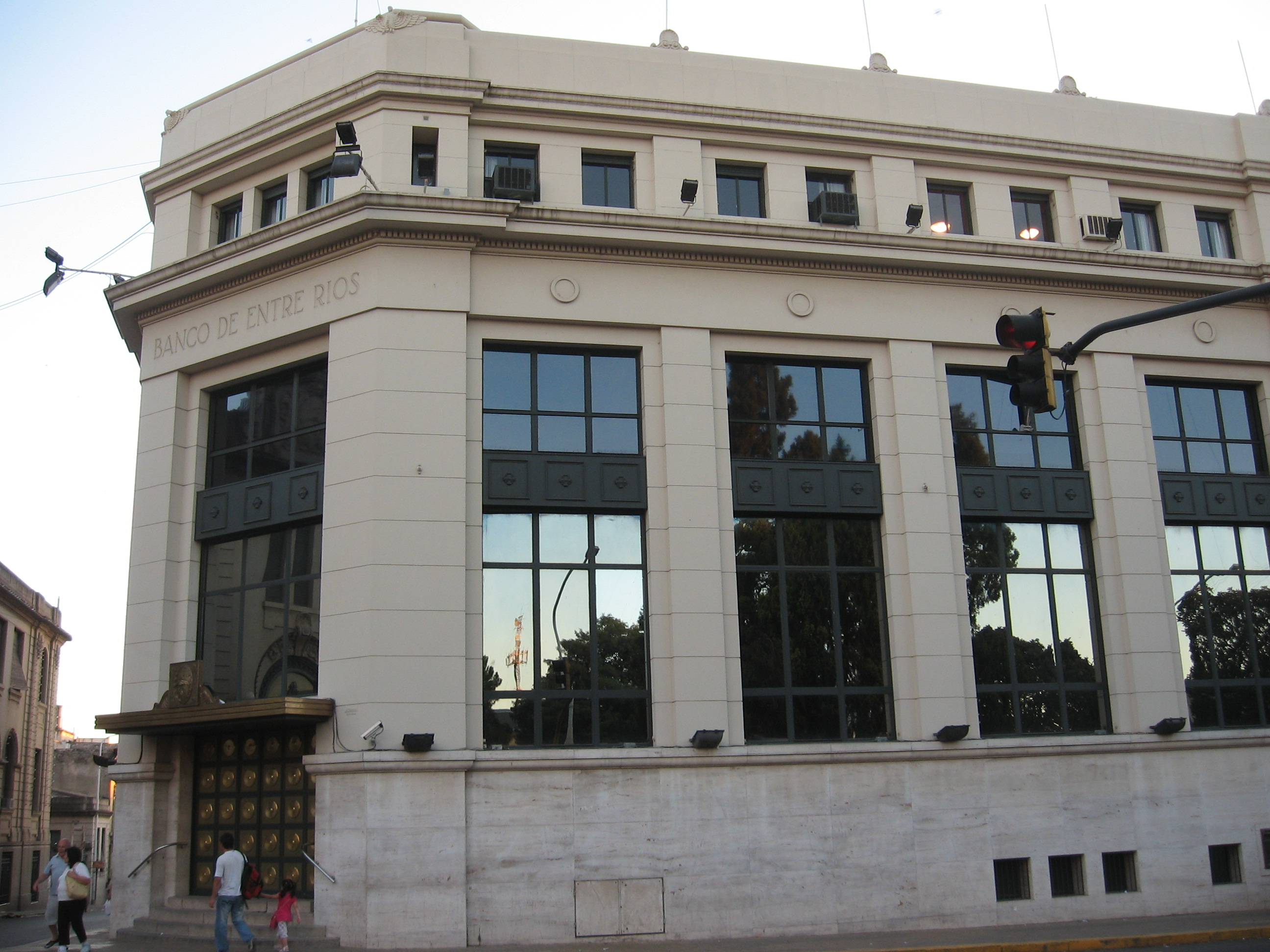
Banco de Entre Ríos
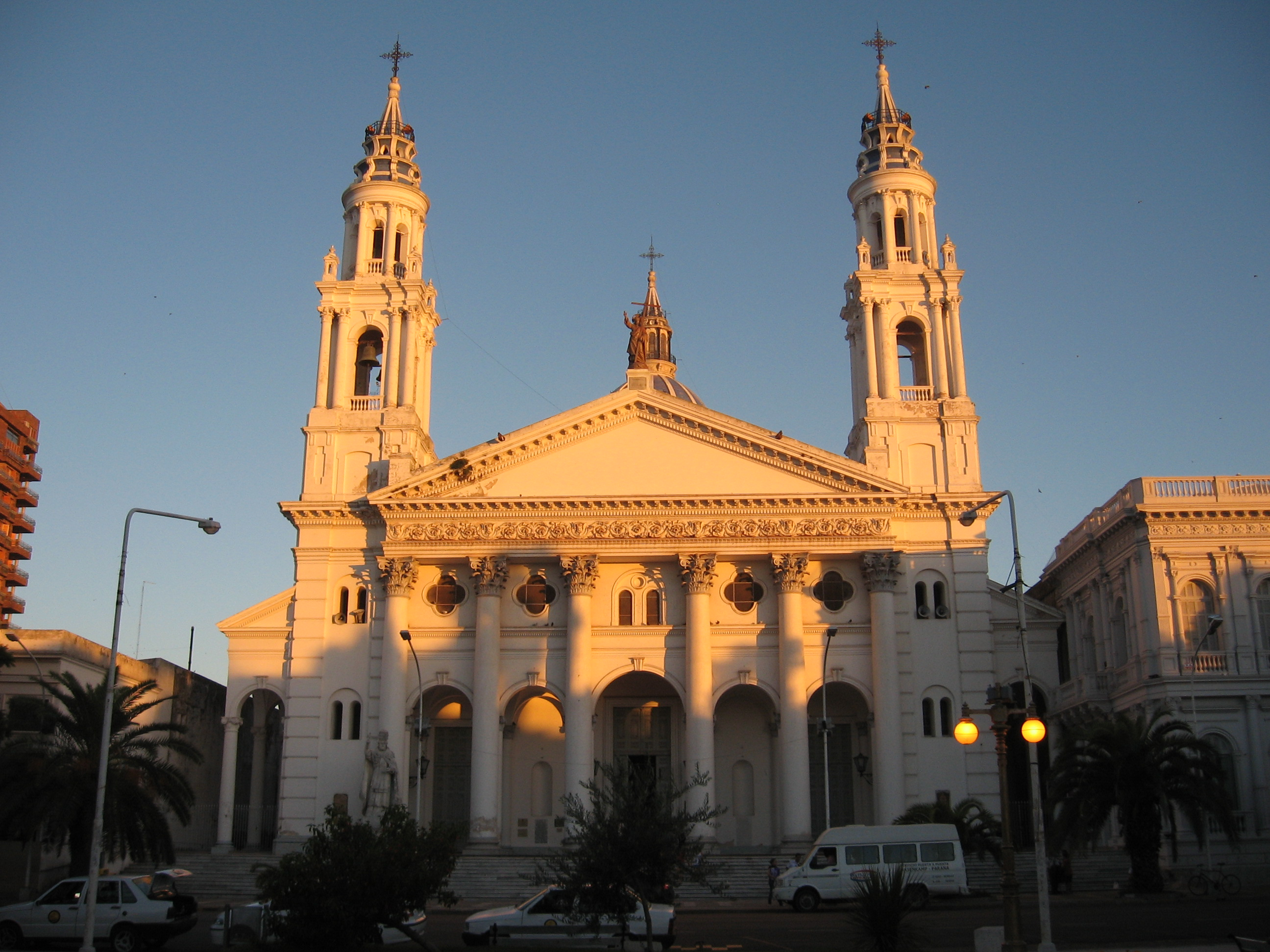
Katedralen.
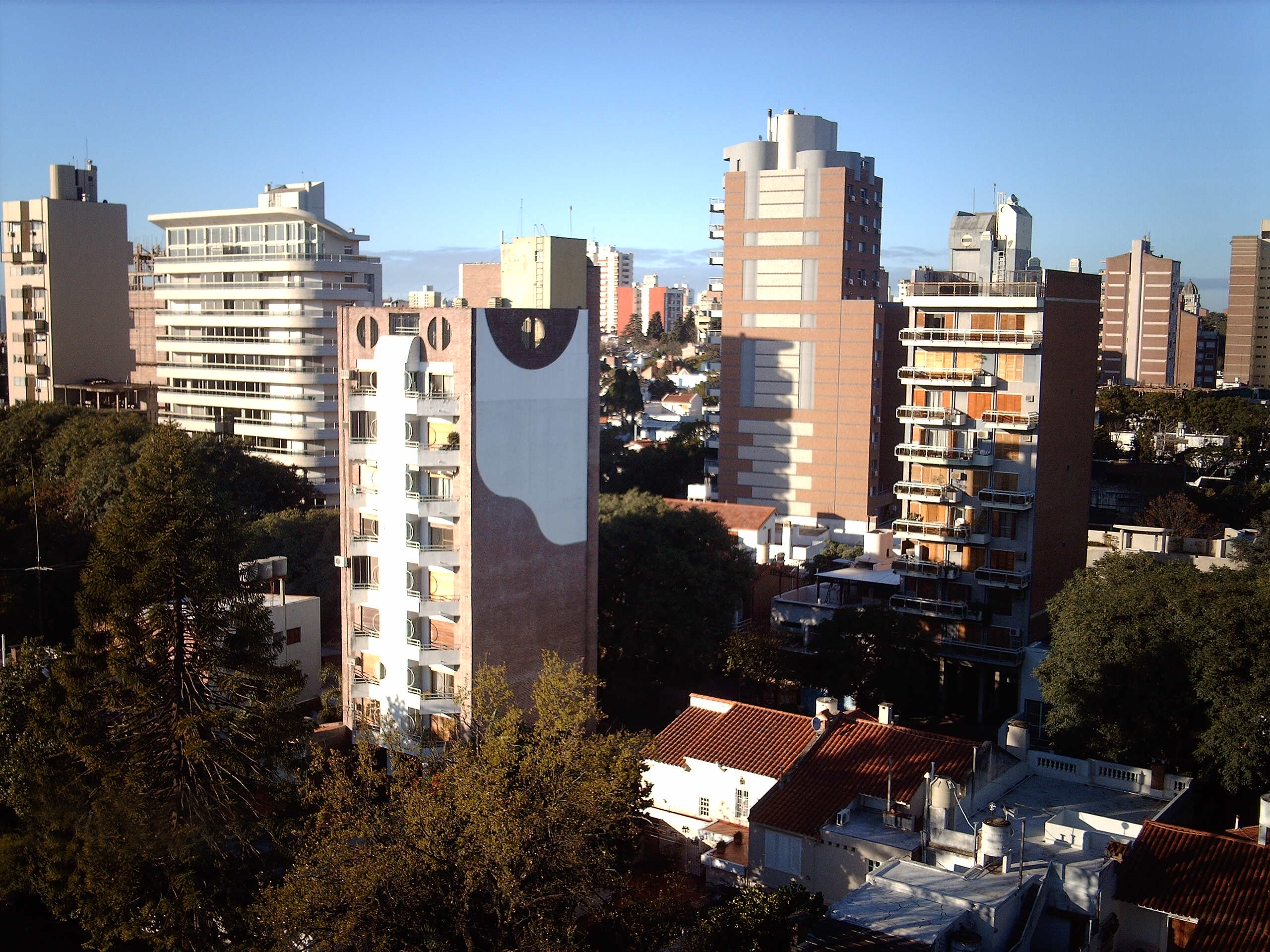
Stadsbild